# Raionul Velîka Bahacika, Poltava
Velîka Bahacika (în ucraineană Великобагачанський район, transliterat: Velîkobahaceanskîi raion) este un raion în regiunea Poltava, Ucraina. Reședința sa este așezarea de tip urban Velîka Bahacika.

## Demografie
Componența lingvistică a raionului Velîka Bahacika
     Ucraineană (96,74%)
     Rusă (2,77%)
     Alte limbi (0,36%)
Conform recensământului din 2001, majoritatea populației raionului Velîka Bahacika era vorbitoare de ucraineană (96,74%), existând în minoritate și vorbitori de rusă (2,77%).